# Genouilleux
Genouilleux és un municipi francès situat al departament de l'Ain i a la regió d'Alvèrnia-Roine-Alps. L'any 2007 tenia 561 habitants.

## Demografia

### Població
El 2007 la població de fet de Genouilleux era de 561 persones. Hi havia 190 famílies de les quals 31 eren unipersonals (12 homes vivint sols i 19 dones vivint soles), 39 parelles sense fills, 108 parelles amb fills i 12 famílies monoparentals amb fills.
La població ha evolucionat segons el següent gràfic:
Habitants censats

### Habitatges
El 2007 hi havia 220 habitatges, 191 eren l'habitatge principal de la família, 15 eren segones residències i 15 estaven desocupats. 200 eren cases i 19 eren apartaments. Dels 191 habitatges principals, 154 estaven ocupats pels seus propietaris, 32 estaven llogats i ocupats pels llogaters i 5 estaven cedits a títol gratuït; 2 tenien una cambra, 7 en tenien dues, 25 en tenien tres, 62 en tenien quatre i 96 en tenien cinc o més. 161 habitatges disposaven pel capbaix d'una plaça de pàrquing. A 69 habitatges hi havia un automòbil i a 118 n'hi havia dos o més.

### Piràmide de població
La piràmide de població per edats i sexe el 2009 era:
| Homes | Edats   | Dones |
| ----- | ------- | ----- |
| 0     | 95 o +  | 0     |
| 0     | 90 a 94 | 4     |
| 0     | 85 a 89 | 0     |
| 0     | 80 a 84 | 4     |
| 8     | 75 a 79 | 8     |
| 12    | 70 a 74 | 12    |
| 8     | 65 a 69 | 12    |
| 8     | 60 a 64 | 4     |
| 8     | 55 a 59 | 4     |
| 12    | 50 a 54 | 4     |
| 28    | 45 a 49 | 12    |
| 12    | 40 a 44 | 32    |
| 12    | 35 a 39 | 8     |
| 16    | 30 a 34 | 16    |
| 12    | 25 a 29 | 20    |
| 8     | 20 a 24 | 8     |
| 8     | 15 a 19 | 20    |
| 28    | 10 a 14 | 20    |
| 0     | 5 a 9   | 28    |
| 4     | 0 a 4   | 12    |

## Economia
El 2007 la població en edat de treballar era de 361 persones, 300 eren actives i 61 eren inactives. De les 300 persones actives 286 estaven ocupades (146 homes i 140 dones) i 14 estaven aturades (3 homes i 11 dones). De les 61 persones inactives 22 estaven jubilades, 27 estaven estudiant i 12 estaven classificades com a «altres inactius».

### Ingressos
El 2009 a Genouilleux hi havia 199 unitats fiscals que integraven 597,5 persones, la mediana anual d'ingressos fiscals per persona era de 19.958 €.

### Activitats econòmiques
Dels 16 establiments que hi havia el 2007, 1 era d'una empresa de fabricació de material elèctric, 8 d'empreses de construcció, 2 d'empreses d'hostatgeria i restauració, 1 d'una empresa d'informació i comunicació, 2 d'empreses de serveis, 1 d'una entitat de l'administració pública i 1 d'una empresa classificada com a «altres activitats de serveis».
Dels 8 establiments de servei als particulars que hi havia el 2009, 1 era un paleta, 2 guixaires pintors, 2 fusteries, 1 lampisteria, 1 electricista i 1 restaurant.
L'any 2000 a Genouilleux hi havia 11 explotacions agrícoles que ocupaven un total de 235 hectàrees.

## Equipaments sanitaris i escolars
El 2009 hi havia una escola elemental integrada dins d'un grup escolar amb les comunes properes formant una escola dispersa.

## Poblacions properes
El següent diagrama mostra les poblacions més properes.